# Херлен

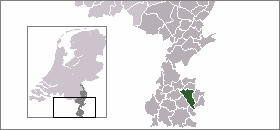
Расположение общины Херлен на карте Нидерландов

Херлен (нидерл. Heerlen, лимб. Heële) — город и община в Нидерландах.

## География
Город Херлен находится на юго-востоке нидерландской провинции Лимбург, это — второй по величине город Лимбурга. Площадь города составляет 45,5 км². Численность населения — 92.542 человека (на 1.01 2005 года). Численность населения в городской агломерации Херлен — 220.000 человек.
К северу от Херлена находится природоохранная зона «Брюнссюмер Хейде», к востоку — нидерландские города Ландграф и Керкраде, на юго-восток — немецкий город Ахен.

## История
Первое поселение на территории общины относится к неолитической Михельсбергской культуре (4400 — 3500 гг. до н. э.), в целом нетипичной для Нидерландов. Добавляет уникальности этой находке на горе Схелсберг в Херлене тот факт, что это самое раннее поселение в стране, имевшее внешние укрепления (земляной вал). Таким образом, можно заключить, что человек живёт на территории Херлена уже не менее 6.000 лет.
История нынешнего Херлена начинается с прихода в эти места в начале 1-го тысячелетия н. э. римлян, разбивших на территории общины военный лагерь Кориоваллум (Coriovallum) — на перекрёстке стратегически важных дорог на территории провинции Германия (запад-восток и север-юг): Булонь — Кёльн и Ксантен — Трир. При современных археологических раскопках в слоях, относящихся к тому времени, были отрыты стены римских домов, сделаны многочисленные находки. В 1940 году были обнаружены римские термы. В 1977 году на их основе был открыт музей.
После ухода римлян в IV веке жизнь в стенах города замирает и до X века сведений о Херлене нет. Относящееся к Средневековью первое письменное упоминание о Херлене за 1065 год указывает на его принадлежность к Льежскому епископству. В 1244 город переходит к герцогству Брабант. Во время Нидерландской революции и последовавшей за ней войны (1568—1648) между Испанией и Соединёнными провинциями Херлен несколько раз меняет хозяев, пока в 1661 году не утверждается за Нидерландами. В период с 1793 по 1814 год принадлежит Франции, в 1830—1839 гг. — Бельгии, затем окончательно входит в состав королевства Нидерланды. Во время Второй мировой войны был оккупирован немецкими войсками (1940—1945).
В 1874 году в районе Херлена были обнаружены значительные запасы каменного угля. В 1896 к городу была проведена первая железнодорожная линия — на Херцогенрат (Германия), после чего началась планомерная разработка угольных месторождений (в основном при участии германского капитала). В результате этой деятельности в Херлене и окрестностях было открыто несколько шахт, город превратился в преуспевающий промышленный центр. После того, как в результате новой энергетической политики нидерландского правительства произошёл переход нидерландской промышленности с угля на природный газ и нефть, были закрыты в 60-70-е годы XX столетия все шахты Херлена, и город потерял до 1/3 своих рабочих мест.
В нынешнем виде город Херлен образован в 1982 году, после объединения собственно города Херлен и городка Хунсбрук.

## Население
| Год  | Численность | Численность |
| ---- | ----------- | ----------- |
| 1815 | 3451        | [ 3 ]       |
| 1830 | 4140        | [ 4 ]       |
| 1840 | 4336        | [ 4 ]       |
| 1849 | 4539        | [ 4 ]       |
| 1859 | 4811        | [ 4 ]       |
| 1869 | 4894        | [ 4 ]       |
| 1879 | 5105        | [ 4 ]       |
| 1889 | 5350        | [ 4 ]       |
| 1899 | 6312        | [ 4 ]       |
| 1909 | 11 021      | [ 4 ]       |
| 1920 | 32 263      | [ 4 ]       |
| 1930 | 46 917      | [ 4 ]       |
| 1947 | 56 335      | [ 4 ]       |
| 1960 | 72 428      | [ 4 ]       |
| 1971 | 74 729      | [ 4 ]       |
| 1980 | 71 435      | [ 4 ]       |
| 1990 | 94 344      | [ 4 ]       |
| 2000 | 95 149      | [ 4 ]       |
| 2010 | 89 212      | [ 4 ]       |
| 2016 | 87 452      |             |
| 2017 | 87 189      | [ 5 ]       |
| 2018 | 86 762      | [ 5 ]       |
| 2019 | 86 832      | [ 5 ]       |
| 2020 | 87 086      | [ 6 ]       |
| 2021 | 86 936      | [ 2 ]       |

## Достопримечательности
- музей «Римские термы»
- Национальный горный музей
- «Стеклянный Дворец» (Glaspaleis), архитектор Петер Шунк (1935)
- Церковь Св. Панкратиуса (XII ст.)
- замок Терворм (XV ст.)

## Шахты Херлена
- «Оранье Нассау І» (1899—1974)
- «Оранье Нассау ІІІ» (1917—1973)
- «Оранье Нассау IV» (1927—1966)
- Государственная шахта «Эмма» (1911—1973).